# Laura Domingo Agüero

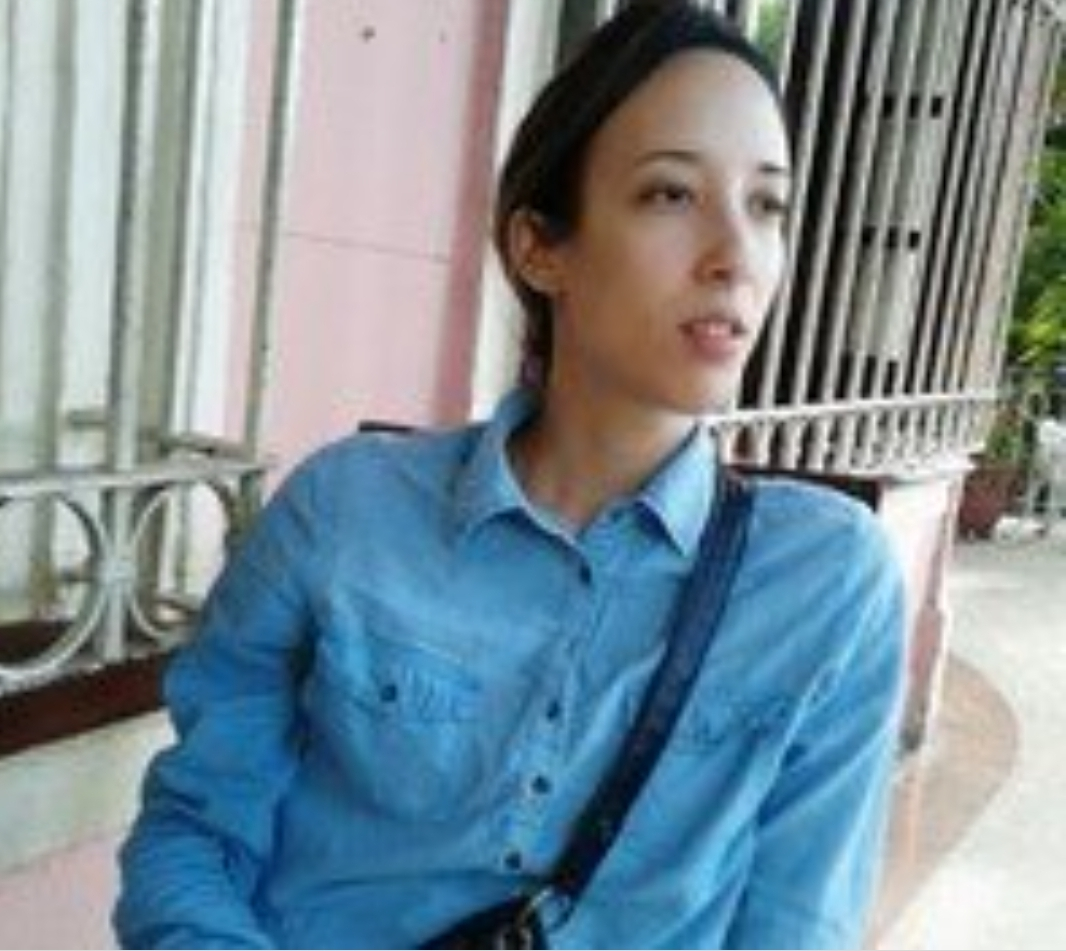

Laura Domingo Agüero (La Habana, Cuba, 6 de noviembre de 1985) es una poetisa y coreógrafa cubana.

## Reseña biográfica
Egresada de la Escuela Nacional de Ballet (Cuba) y del Instituto Superior de Arte (La Habana). Desde 2010 ha creado coreografías para la Escuela Nacional de Ballet, Danza Contemporánea de Cuba, el Ballet Nacional de Cuba, Eko Dance International Project, la Compañía Körper y Balletto Teatro di Torino, en Italia. Estas obras se han presentado en el Festival Internacional de Ballet de La Habana, el Festival de Ravello, el Festival Acqui in Palcoscenico, en la XII Edición del Festival Danza alla Fortezza di Priamar y en Konzert Theater Coesfeld Alemania.
Es autora y coreógrafa del documental Cuban Dancer ('94) (Dr. Roberto Salinas. Coproduc. Italia-Canadá-Chile, 2020).
Coreógrafa de la producción cubano italiana de La Fille du régiment  (Teatro 
Lírico Nacional de Cuba / 
Arena de Verona / Teatro Donizetti , 
Bergamo 21 nov - 3 dic 2021)

## Premios
Premio Calendario de Poesía 2021 por el libro Memoria.
Mención XXII Premio Iberoamericano de Cuento Julio Cortázar 

## Obra
2014, De invocaciones y otros límites, Colección Sur Editores, La Habana (Cuba)
2017, De invocaciones y otros límites, Editorial Guantanamera, Sevilla (España)
2018, País sobre las aguas, Sed de Belleza Ediciones, Santa Clara (Cuba)
2021, Paese sulle acque, Lebeg Edizioni, Roma (Italia)
2022, Memoria, Casa Editora Abril, La Habana (Cuba)
2022, Memoria, Editorial Betania, Madrid (España)
2023, La distancia, Ediciones Ancoras, La Habana (Cuba)